# Pantopipetta armata
Pantopipetta armata is een zeespin uit de familie Austrodecidae. De soort behoort tot het geslacht Pantopipetta. Pantopipetta armata werd in 1988 voor het eerst wetenschappelijk beschreven door Arnaud & Child. 